# Alphaeus Philemon Cole
Alphaeus Philemon Cole (Jersey City, 12 juli 1876 – New York, 25 november 1988) was een Amerikaans kunstenaar, die in zijn laatste levensjaren tevens bekendheid genoot als de oudste man ter wereld.

## Biografie
Cole werd geboren in 1876 als zoon van de bekende etser Timothy Cole (1852-1931). Hij studeerde in Italië en Frankrijk. Jean-Joseph Benjamin-Constant was een van zijn leermeesters op de Académie Julian. Cole begon in de jaren 1890 met schilderen. Zijn werk van Dante Alighieri werd tentoongesteld op de Parijse salon van 1900. Andere kunstwerken werden tentoongesteld op de Pan-Amerikaanse tentoonstelling in 1901.
Cole verhuisde naar Engeland waar hij in 1903 huwde met Margaret Ward Walmsley. In die tijd maakte hij veel tekeningen voor de Encyclopædia Britannica. In 1911 verhuisde het koppel naar de Verenigde Staten. Tussen 1924 en 1931 gaf hij les aan de Cooper Union. In 1930 werd hij als lid uitverkozen voor de National Academy of Design.
In 1961 overleed zijn vrouw. Hij hertrouwde in 1962 met Anita Rio. Zij overleed in 1973. Cole bleef werken tot op 103-jarige leeftijd. Hij overleed in 1988 op 112-jarige leeftijd in Hotel Chelsea. Hij was op dat moment de oudste man ter wereld.